# تراول‌زو
تراول‌زو (انگلیسی: Travelzoo) شرکت رسانه‌ای آمریکایی است، که در سال ۱۹۹۸ تأسیس شد.